# Wright-Röhrennasenflughund
Der Wright-Röhrennasenflughund (Nyctimene wrightae) ist ein auf Neuguinea verbreitetes Fledertier in der Unterfamilie der Röhrennasenflughunde. Die Populationen wurden bis 2017 anderen Arten der Gattung Nyctimene zugeordnet. In Gebirgen in zentralen Bereichen der Insel kann die Art mit dem Drachen-Röhrennasenflughund (Nyctimene draconilla) verwechselt werden. Der Artzusatz im wissenschaftlichen Namen ehrt die Zoologin Debra Wright, die einem Wildtier-Erhaltungsprojekt vorsteht.

## Merkmale
Erwachsene Exemplare sind ohne Schwanz 84 bis 86,5 mm lang, die Schwanzlänge liegt bei 19 bis 22 mm und das Gewicht variiert zwischen 34 und 36 g. Dieser Flughund hat 52 bis 63 mm lange Unterarme, Hinterfüße von 8 bis 15 mm Länge und 9 bis 16 mm lange Ohren. Die Oberseite ist mit rotbraunem bis graubraunem Fell bedeckt und unterseits ist helleres Fell vorhanden. In der Paarungszeit bilden sich bei Männchen eine weiße Kehle und gelborange Flecken an den Seiten des Bauches. Wie bei nahe verwandten Arten kommen rohrförmige Nasenlöcher und oberseits abgerundete Ohren vor. Typisch sind einige weiße Flecken auf den Flughäuten und Ohren. Die für Flughunde kennzeichnende Putzkralle am Zeigefinger ist vorhanden. Dieser Flughund hat keine unteren Schneidezähne.

## Verbreitung und Lebensweise
Der Wright-Röhrennasenflughund hat mehrere disjunkte Populationen auf Neuguinea. Auch wenn die maximale Höhe über dem Meer nicht ermittelt wurde, so kommt er im Flachland, in Hochländern und Gebirgen vor. Viele identifizierte Individuen stammen aus Museen ohne Angabe des Fundortes. Als Habitat dienen tropische Regenwälder, bewaldete Sümpfe und Gärten.
Einzelne Exemplare oder kleine Gruppen ruhen im Blattwerk der Bäume. Es wird angenommen, dass dieser Flughund nachtaktiv ist und weiche Früchte als Nahrung hat. Im Januar und Februar wurden trächtige Weibchen registriert. Funde von Weibchen mit Jungtieren sind aus dem Juli bekannt.

## Gefährdung
Aufgrund seiner geringen Größe und da die Gruppen recht klein sind, scheint der Wright-Röhrennasenflughund kein Ziel für Jäger zu sein. Er ist nicht an ursprüngliche Wälder gebunden. Die IUCN listet die Art als nicht gefährdet (least concern).